# ماه خونین (فیلم ۱۹۹۷)
ماه خونی (به انگلیسی: Bloodmoon) یک فیلم اکشن و رزمی آمریکایی محصول سال ۱۹۹۷ به کارگردانی تونی لیونگ سویی با بازی گری دنیلز، چاک جفریس و درن شهلوی می‌باشند.